# Бройер, Курт
Курт Бройер (нем. Curt Bräuer, 24 февраля 1889 года, Бреслау — 8 сентября 1969 года, Висбаден) — немецкий дипломат, посол нацистской Германии в Норвегии на момент оккупации страны.

## Биография

### Начало деятельности
Родился в 1889 году в Бреслау в семье коммерсанта Конрада Роберта Эрдмана Бройера (1863—1915) и Вильгельмины Паулины Петцольд (1866 — не ранее 1934). Окончил школу в Бреслау. С 1907 по 1910 год учился юриспруденции и государствоведению в Университете Бреслау и Грайфсвальдском университете, действовал в студенческих объединениях. После окончания учёбы в 1911 году сдал первый государственный экзамен и получил степень доктора права и в том же году — должность в прусском Министерстве Юстиции. В 1914 году изучал восточные языки в Берлинском университете.
В качестве вольноопределяющегося принимал участие в Первой мировой войне с 5 сентября 1914 года по июль 1918 года, воевал в России, Италии и Франции, получив звание капитана артиллерии. В декабре 1919 года сдал экзамен на должность асессора. В 1928—1930 годах член Германской демократической партии, с 1 августа 1935 года член НСДАП.

### До Второй мировой войны
31 января 1920 года поступил на службу в Министерство иностранных дел сначала в качестве атташе по внешней торговле, а с июля 1920 года — сотрудника VI отдела МИД (Америка, Испания, Португалия). 24 сентября 1920 года направлен в генеральное консульство Германии в Кейптауне, затем в Претории. С июля 1925 года — консул. В августе 1925 года отозван в Германию, работал во II отделе МИД (Западная и Южная Европа), отвечая за Чехословакию. С марта 1928 года советник-посланник. В июле 1930 года на работе в Брюсселе, годом позже повышен до советника I класса и с мая 1935 по май 1936 исполнял обязанности руководителя дипломатического представительства. В конце 1937 года направлен представителем МИД по особым поручениям в Париже и на момент начала Второй мировой войны был советником посольства Германии во Франции. Составил, в том числе, меморандум от 11 марта 1938 года с оценкой, что Франция не предпримет военного вмешательства в случае Аншлюса Австрии.

### Норвегия
3 ноября 1939 года (по другим данным 14 ноября 1939 года) назначен посланником в ранге посла в Осло, заменив скоропостижно скончавшегося Генриха Зама, и находился в этой должности до 16 апреля 1940 года, являясь высшим гражданским представителем Третьего рейха при правительстве Норвегии. По поручению Иоахима фон Риббентропа проводил официальную линию Берлина на сохранение нейтралитета страны. Пытался урегулировать в этом духе инцидент с танкером «Альтмарк», взятым на абордаж британцами в норвежских водах.

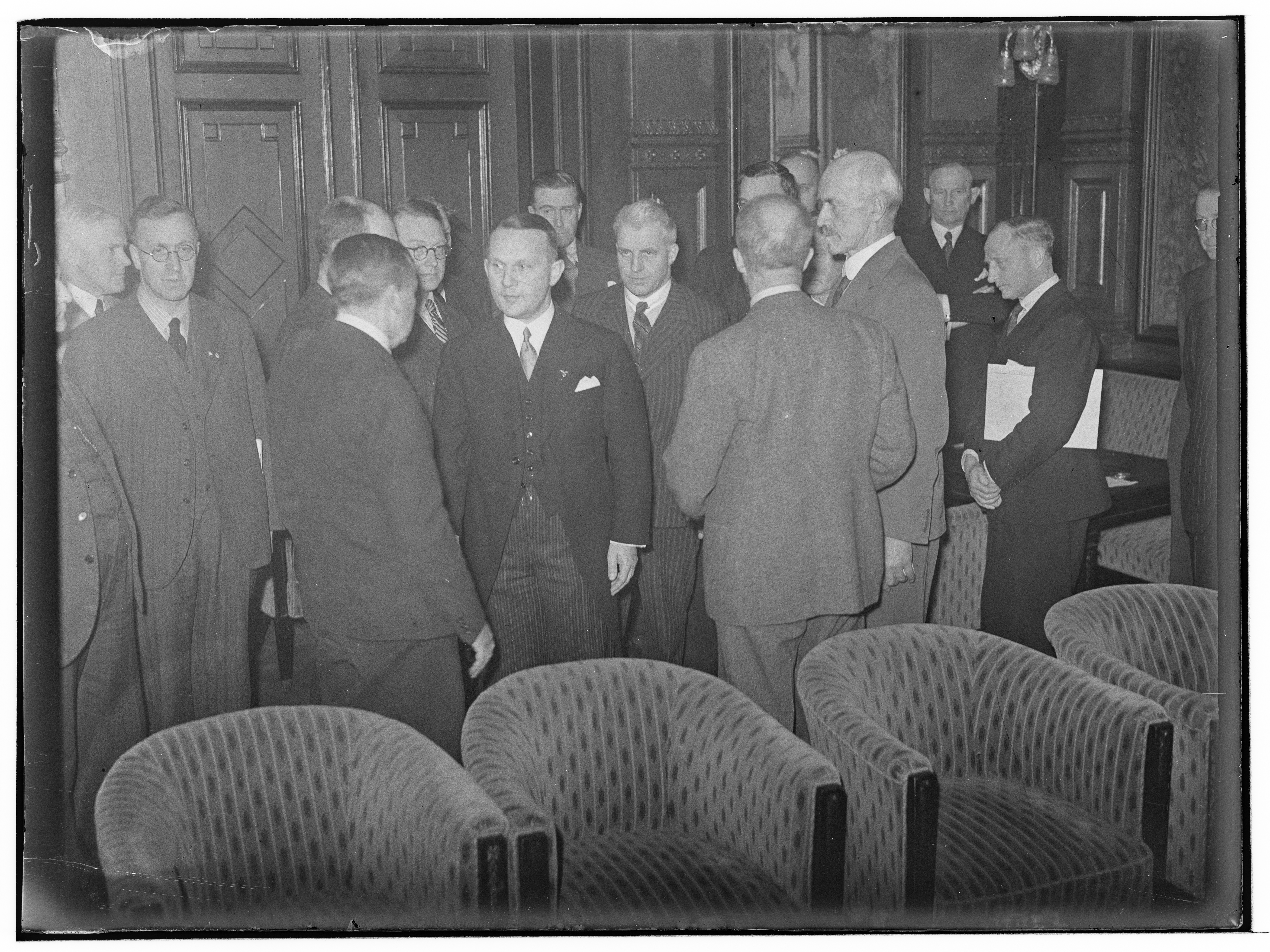
Курт Бройер (в центре) на первом заседании Административного совета в Осло 16 апреля 1940 года.

9 апреля 1940 года вручил министру иностранных дел Норвегии Хальвдану Куту меморандум с ультимативной просьбой не оказывать сопротивления входящим немецким войскам. Требование было отклонено норвежской стороной. На следующий день провел переговоры с королем Хоконом VII, пытаясь добиться признания правительства Видкуна Квислинга, но также не добился успеха. 15 апреля вместе с Теодором Хабихтом и в сотрудничестве с Верховным судом в Осло создал Административный совет для управления оккупированными норвежскими территориями, который, вопреки надеждам Бройера, не был признан в качестве политического органа.
16 апреля 1940 года Гитлер отстранил Министерство иностранных дел от норвежского направления. Бройер был отозван из Осло и отправлен во временную отставку, а его место занял более жесткий и политически активный Йозеф Тербовен, назначенный рейхскомиссаром Норвегии.
4 мая 1940 года Бройер был призван в Вермахт. 1 ноября 1944 года повышен до подполковника запаса. С 1945 года в советском плену, освобожден в 1953 году.

### После войны
В 1954 году Бройер получил приглашение норвежского студенческого общества выступить с лекцией о событиях периода оккупации. Это вызвало протесты общественности, и въезд в страну ему был официально запрещен. В апреле 1959 года выполнял особые поручения для Министерства иностранных дел.

## Семья
Был женат дважды: 16 ноября 1915 года на Марте Келлинг (умерла 4 января 1919 года), дочери владельца фабрики Георга Келлинга, и 26 апреля 1928 года на Анне Элизабет («Аннелизе») Кайн (15 декабря 1907 года — ?), дочери генерального директора Вильгельма Кайна (1874—1922) и Хедвиг Хелене Рихтер (1879 — не ранее 1936).

## В кинематографе
«Выбор короля» (Норвегия—Ирландия, 2016) в исполнении Карла Марковица.